# Hegemonia lingüística
L'hegemonia lingüística és el domini d'un idioma per sobre dels altres en un mateix territori.
Segons el Diccionari de l'Institut d'Estudis Catalans, hegemonia és la "supremacia que un estat exerceix sobre d'altres, que un poble exerceix sobre els seus veïns o confederats". També defineix el mot com "preeminència comercial, artística o intel·lectual d'un poble, d'una ciutat o d'una institució damunt d'altres". I precisament en el camp cultural pot parlar-se de l'aspecte cultural d'aquest domini. Aquest fenomen acostuma a passar dintre d'un estat en el qual hi ha multilingüisme en què es conviu amb una llengua amb més capacitat d'imposar-se. Es relaciona aquesta idea amb l'imperialisme lingüístic, que és la transferència d'una llengua dita "dominant" a un poble, que en té una altra de no "dominant", i també una hegemonia lingüística freqüentment resolta en aquesta transferència per diverses raons.

## Llengües hegemòniques
Un exemple històric és la unificació lingüística de França. L'Estat francès ha promogut d'ençà dels temps dels reis la imposició de la llengua francesa com a única que podia existir i com a sola concebible per a la identitat de França. Així, des de l'Edicte de Velliers fins a les recents campanyes "parlez français, soyez propres" (parleu francès, sigueu nets), l'estat ha fet creure als seus ciutadans que una altra llengua que no sigui la francesa no pot ser "civilitzadora" i, per tant, ha de ser tractada com a patuès. Aquesta supressió lingüística i cultural també la va portar a terme a les colònies franceses on es tractava els esclaus i africans lliure com a gent inferior i, per tant, de parla inferior i no civilitzadora. Així el terme patuès va ser adaptat per prendre la forma de "patuès negrer". I malgrat tot, actualment a França se segueix parlant basc, català, occità o bretó. Se segueixen donant conferències per la diversitat lingüística i existeixen ràdios en llengua occitana, entre d'altres.
Als EUA, contràriament a França, no existeix cap llengua oficial, però en canvi l'anglès hi és la llengua comuna. Històricament hi havia moltes llengües dites "indígenes" que van anar eliminant-se arran de la invasió del territori i massacre de les comunitats existents abans de l'arribada dels colons europeus. El predomini lingüístic en un país on s'ha promogut "l'American First" segueix sent força present, tot i l'avançament de la llengua espanyola per la presència important de llatinoamericans. També com a conseqüència d'un sentiment creixent d'antiamericanisme sorgit per la globalització. En aquest sentit, la preeminència de l'anglès i el món anglosaxó a la resta del planeta dintre del marc de globalització fa de l'anglès una llengua hegemònica, estudiada a tots els racons, davantejant les llengües nacionals dites minoritàries: lituà, albanès, gun, afrikaans, finès… Com a mostra d'aquest fenomen es pot remarcar l'English-only movement. Moviment que pretén fer de l'anglès com a única llengua argumentant una suposada "utilitat de les llengües", és a dir, fent diferència entre idiomes suposadament necessaris i altres no necessaris. Arguments que a França mateix s'utilitzen per imposar el francès o altres llengües hegemòniques com l'espanyol, l'alemany, l'italià, el portuguès o l'anglès.
I tot i la presència de l'anglès als EUA, el cert és que l'espanyol seguia sent la segona llengua més parlada del món. Però els estats de parla castellana també han adoptat històricament mesures com les preses en els estats de parla anglesa o francesa. Es pot parlar del cas d'Espanya en què partits polítics o governs han suprimit canals de televisió, ràdio i premsa de parla catalana, gallega i basca per tal d'imposar el castellà. A Amèrica Llatina existeix també, d'altra banda, un intent d'unificació en diferents estats on les llengües autòctones han aconseguit sobreviure, com ara Mèxic.